# Campeonato Europeo de Triatlón de 1996
El XII Campeonato Europeo de Triatlón se celebró en Szombathely (Hungría) el 7 de julio de 1996 bajo la organización de la Unión Europea de Triatlón (ETU) y la Federación Húngara de Triatlón.

## Resultados
| Evento    | Oro                                | Plata                                 | Bronce                           |
| --------- | ---------------------------------- | ------------------------------------- | -------------------------------- |
| Masculino | Luc Van Lierde · Bélgica · 1:42:32 | Dennis Looze · Países Bajos · 1:42:39 | Ralf Eggert · Alemania · 1:43:10 |
| Femenino  | Suzanne Nielsen Dinamarca 1:59:30  | Mieke Suys · Bélgica · 2:00:47        | Sophie Delemer Francia 2:01:15   |

## Medallero
| Núm. | País         | Oro | Plata | Bronce | Total |
| ---- | ------------ | --- | ----- | ------ | ----- |
| 1    | Bélgica      | 1   | 1     | 0      | 2     |
| 2    | Dinamarca    | 1   | 0     | 0      | 1     |
| 3    | Países Bajos | 0   | 1     | 0      | 1     |
| 4    | Alemania     | 0   | 0     | 1      | 1     |
| 4    | Francia      | 0   | 0     | 1      | 1     |
|      | TOTAL        | 2   | 2     | 2      | 6     |